# Songs of Praise (album de Shame)
Albums de Shame
Drunk Tank Pink
(2021)
Songs of Praise est le premier album du groupe anglais Shame. Sorti le 12 janvier 2018 sous le label Dead Oceans, il a reçu un accueil globalement positif,.

## Réception critique
Songs of Praise est acclamé par la critique. Metacritic, qui collecte les données des critiques traditionnels, l'album a reçu une note moyenne de 83 sur 100, sur la base de 20 critiques. 
Dans une critique pour The Times en janvier 2018, Will Hodgkinson a déclaré que "cet album dégage de l'excitation et de la confiance à chaque chanson, l'esprit de défi punk-rock donne un coup de fouet à une nouvelle génération".  Eve Barlow de Pitchfork a proclamé: "le groupe de rock britannique se sépare de ses pairs, imprégnant sa rage post-adolescente pleine d'esprit, surtout, d'une conscience qu'ils pourraient bien ne jamais réussir".  Pour Mojo, Martin Aston a qualifié Songs of Praise de "débuts incendiaires" du groupe.

## Pistes de l'album
Toutes les chansons sont écrites et composées par le groupe Shame.
| 1.    | Dust on Trial | 3:34 |
| 2.    | Concrete      | 3:34 |
| 3.    | One Rizla     | 3:34 |
| 4.    | The Lick      | 4:11 |
| 5.    | Tasteless     | 3:05 |
| 6.    | Donk          | 1:41 |
| 7.    | Gold Hole     | 4:46 |
| 8.    | Friction      | 4:31 |
| 9.    | Lampoon       | 2:34 |
| 10.   | Angie         | 6:55 |
| 38:29 |               |      |

Trois singles sont sortis pour accompagner le premier album. "Concrete" sort le 20 septembre 2017, "One Rizla" le 15 novembre de la même année et enfin "Lampoon" le 27 février 2018.